# 神戸電気鉄道300系電車
神戸電気鉄道300系電車（こうべでんきてつどう300けいでんしゃ）は、神戸電気鉄道（現・神戸電鉄）が1960年に導入した通勤形電車。神戸電鉄初の高性能電車である。

## 概要
1960年に川崎車輌で製造された神戸電鉄初の高性能車である。18 m級車体、WNドライブによるカルダン駆動の採用など、現在まで続く車両群の礎を築いた車両であった。
当時流行の湘南顔を採用した前面非貫通・2扉セミクロスシート車の2編成4両（301 - 302、303 - 304）が1960年に製造されたのち、通勤輸送に対応するため座席をロングシートとした前面貫通型の3編成6両（311 - 312 … 315 - 316）が1962年から1964年にかけて増備されている。山岳路線であることから、有馬寄から奇数車 - 偶数車のユニットを組む全電動車方式を採用した。

## 構造

### 車体

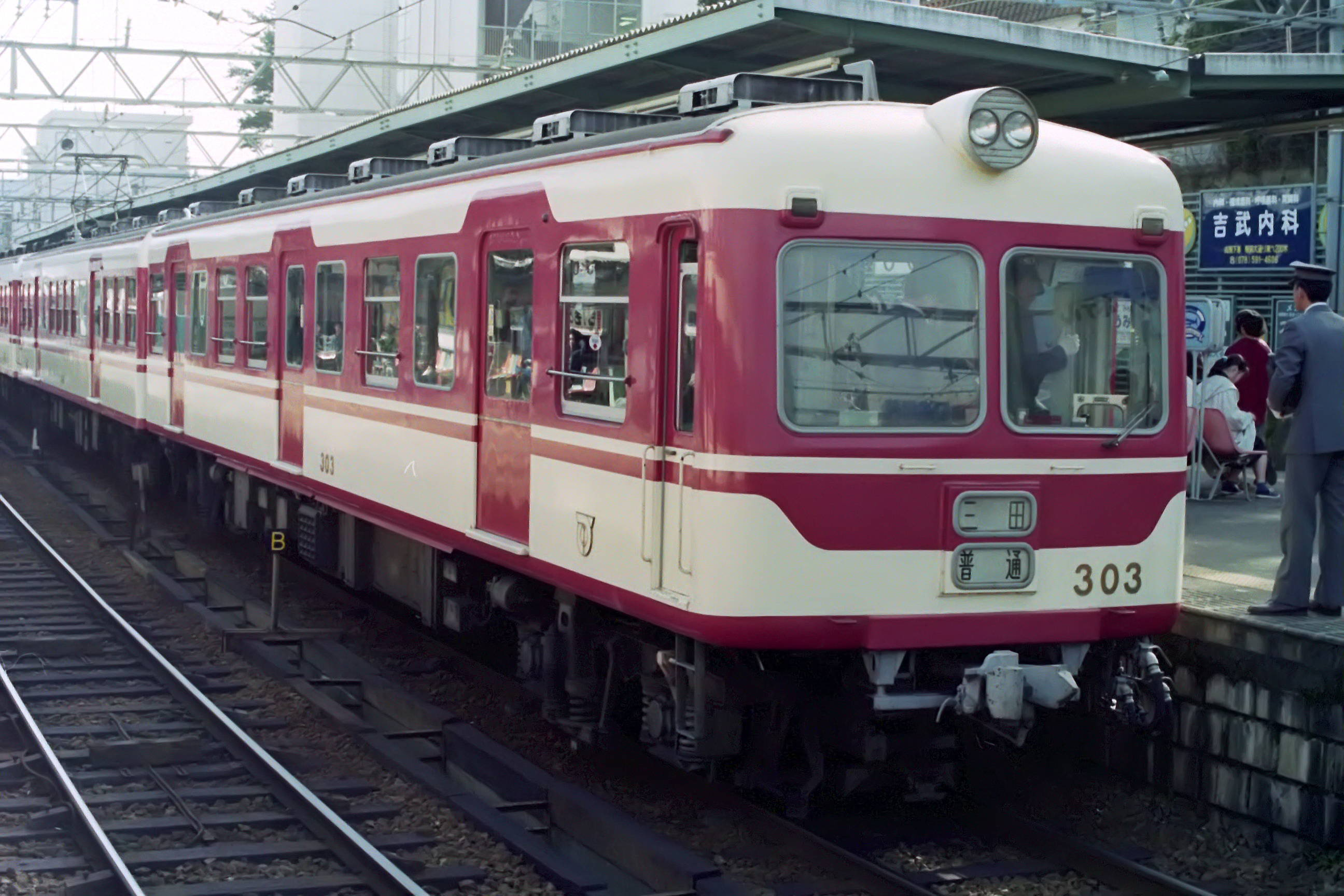
新塗装化後のデ303(1993年3月)

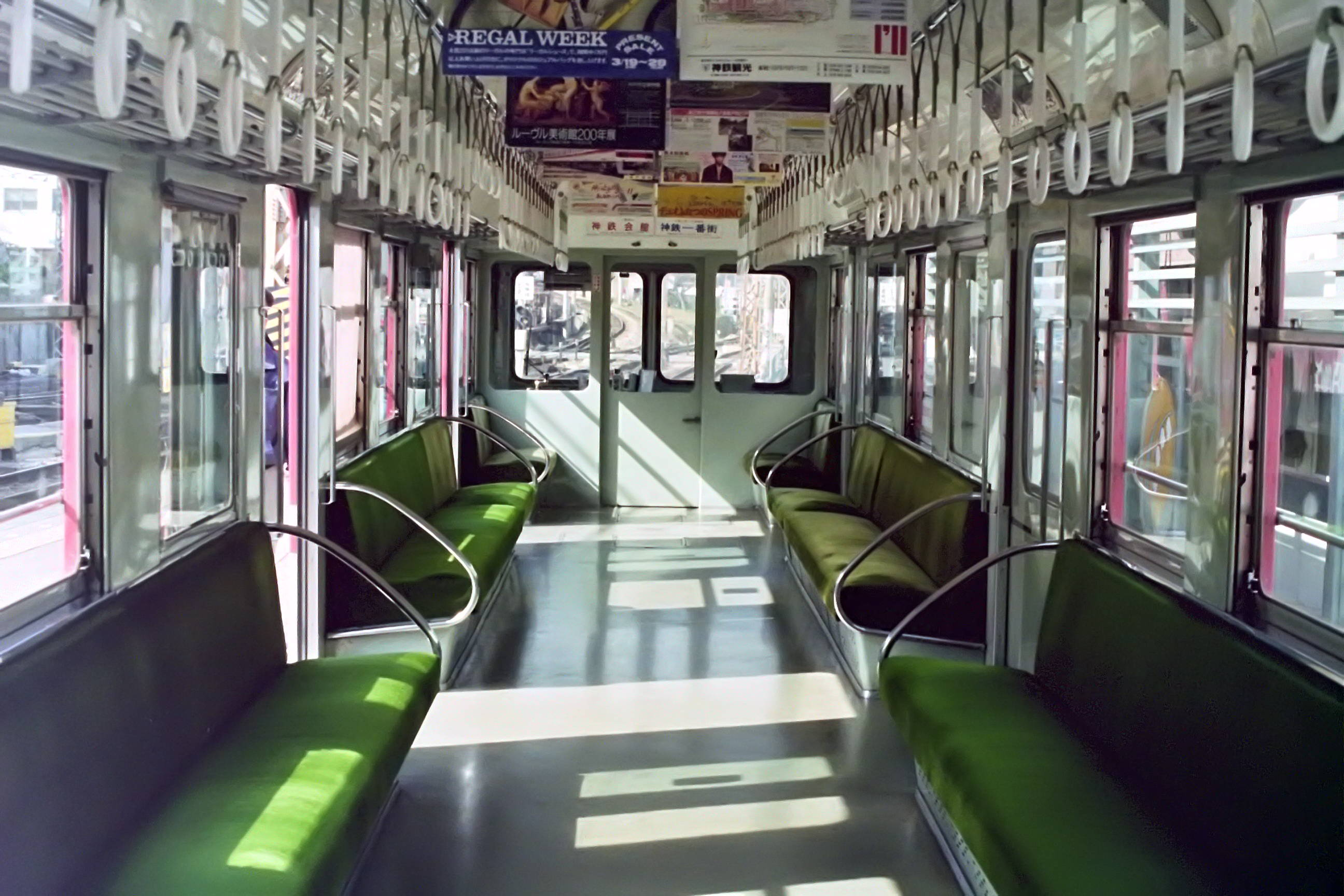
デ303 車内

全長18,140mm、全幅2,730 mmの18 m級全鋼製車体を有する。塗装も茶色一色の従来車に対し、グレーを地色に窓周りをオレンジ色とした。この塗装はその後の車両にも神戸電鉄の標準塗装として1980年代後半まで受け継がれている。

### 主要機器

#### 主電動機・主制御器
主電動機は三菱電機製のMB-3022-S2（75 kW）を1両あたり4機搭載する。駆動方式は神戸電鉄初となるWNドライブが採用されており、歯車比は98：15である。
主制御器には同じく三菱電機製の電動カム軸式制御器 ABF-108-15MDH(CB-32C-1)を奇数車に設置している。4S2P固定、並列14段、弱め界磁4段、電制14段で、1つの制御器で2両分8個の主電動機を制御する1C8M方式である。

#### 主抵抗器
当初は旧型車と同様の鋳鉄グリッド式の抵抗器を奇数車の床下一杯に搭載していた。1971年以降の通勤化改造時にデ1300形と同様のニクロムリボン式に交換、奇数車の床下スペースの都合から一部を偶数車にも搭載する。

#### 台車
近畿車輛製のシュリーレン台車KD-37を装着する。

#### ブレーキ
当初は旧型車との互換性に配慮してSME-Dを使用していたが、後に1000系列以降の高性能車と同様のHSC-Dに変更された。

#### 集電装置
偶数車の運転台側屋根上にパンタグラフを1機搭載する。パンタグラフは登場時三菱電機製のS-752-Aを装着していたが、部品確保のため東洋電機製造製のPT-4209に取り替えられた。

#### 電動発電機・空気圧縮機
電動発電機はMG-303B-Sを、空気圧縮機はDH-25を搭載する。ともに偶数車に設けられている。

## 分類
両者とも正式な形式名はデ300形であるが、趣味的な分類では非貫通型車をデ300形、貫通型車をデ310形として解説されることもある。

### 非貫通型車（デ301 - 304）
神戸電鉄初の高性能車として1960年にデ301 - デ304の2編成4両が製造された。前面形状は当時流行の湘南顔を基本とした2枚窓を有する非貫通型で、車体の裾部に丸みが設けられている。扉は1,000 mm幅の片開き、窓幅は1,100mm、座席はセミクロスシートを採用した。

### 貫通型車（デ311 - 316）

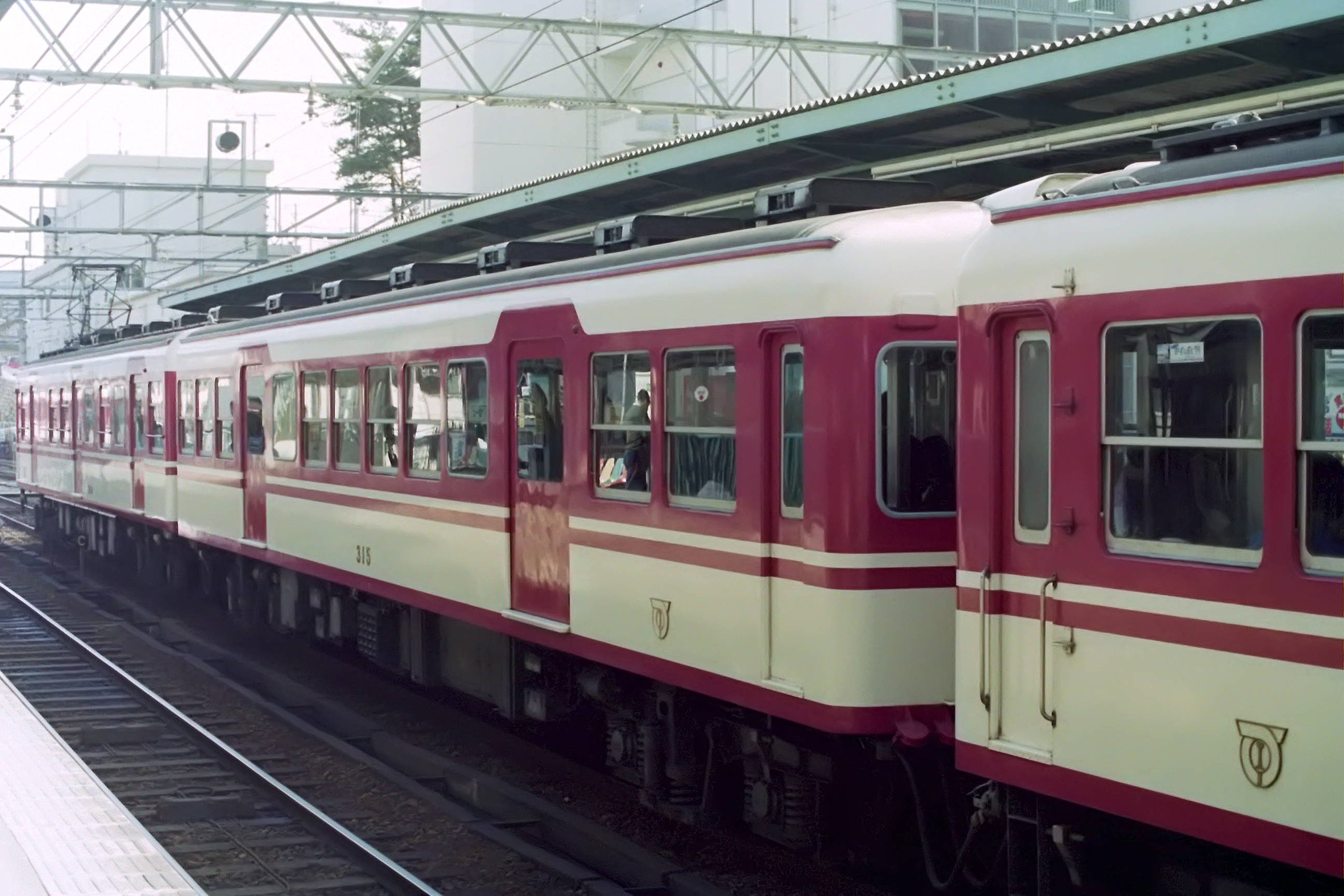
デ315

デ300形は神戸電鉄における高性能車の基本形を確立したが、沿線人口の増加による観光路線から通勤路線への変化に対応するため、1962年の増備車では前面貫通型、ロングシートへのモデルチェンジが行われた。外観と車内に変更があったため、車両番号は区切りを付けて311以降とした。製造数はデ311 - デ316の3編成6両である。
扉の幅を1,100 mmから1,200 mmへと拡大、側窓の幅は1,100 mmから1,000 mmに縮小された。非貫通型車にあった裾部の丸みも省略された。また、315編成からは全面貫通扉上に水切りが設置されている。
このスタイルが神戸電鉄における通勤車の基本設計となり、車体更新車の800系、両開き扉車となった1000系列にも採用され、1991年製造の1500系まで30年にわたって受け継がれることとなった。

## 変遷

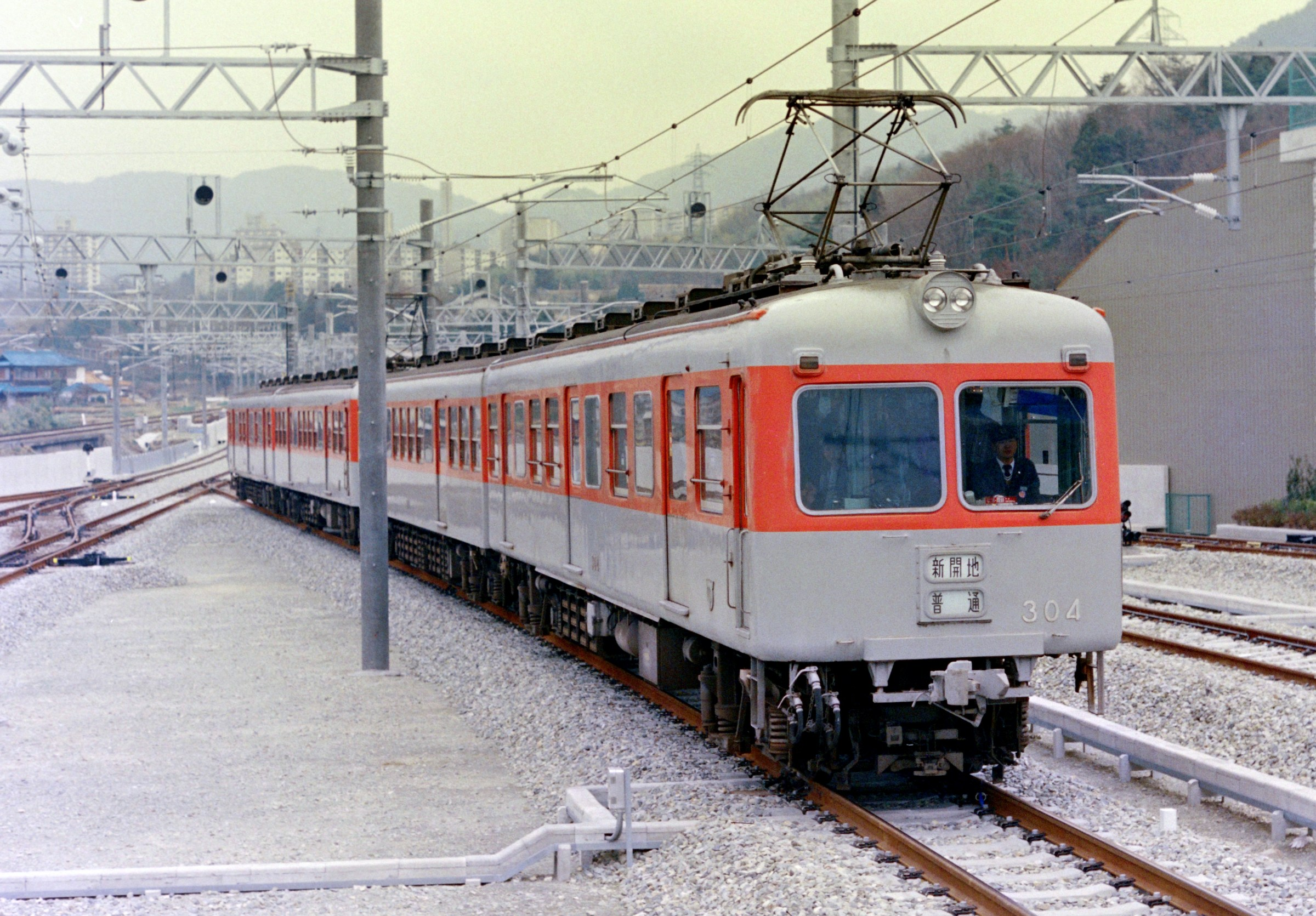
移設直後の谷上駅に入線するデ304ほか4連 (1988年4月2日)

非貫通型車、貫通型車ともに登場時は2両編成で運用されていたが、1970年代以降は通勤輸送に対応するための長編成化が進められた。
非貫通型車は1971年に座席のロングシート化とブレーキのHSC化を実施、翌1972年に客扉の3扉化と立て続けに改造が行われた。4両編成化のため中間に貫通型車が組み込まれ、後に中間組込車の運転台機器が撤去された。残った貫通型車の1編成は引き続き2両編成を基本として、デ1050形・デ1070形を増結しての3両編成、1000系2両編成と併結の4両編成、1100系3両編成と併結の粟生線の5両編成増結運用に充当された。1987年からはクリームと臙脂色の新塗装への変更が実施された。
他の高性能車とともに活躍を続けていたが、老朽化が進んだことから冷房化改造の対象外となった。1993年に増結用の貫通型車311編成が廃車となり、残った非貫通型車を先頭とする4両編成2本も5000系建造により1994年までに廃車、形式消滅となった。

## 編成

### 登場時
| ← 有馬神戸 → |     |
| Mc           | Mc  |
| 301          | 302 |
| 303          | 304 |
| Mc           | Mc  |
| 311          | 312 |
| 313          | 314 |
| 315          | 316 |

### 4両編成化後
| ← 有馬神戸 → |     |     |     |
| Mc           | M   | M   | Mc  |
| 301          | 314 | 313 | 302 |
| 303          | 316 | 315 | 304 |

| ← 有馬神戸 → |     |
| Mc           | Mc  |
| 311          | 312 |

※311−312は他の1000系列と組んで運用